# Adel Adham
Adel Adham (en arabe عادل أدهم) (8 mars 1928 - 1er février 1996) est un acteur égyptien, connu pour son interprétation de personnages maléfiques et ambigus.

## Biographie
Adel Adham est né le 8 mars 1928 à Alexandrie, en Égypte, d'un père égyptien et d'une mère égypto-turque.
Ses débuts au cinéma ont lieu en 1945 dans le film Laila Bint El-Faqara (ar) de Anwar Wagdy (en).
Il est mort en 1996 d'une pneumonie,.

## Filmographie
- 1949 : La Grande Maison
- 1949 : Bijoux (ar)
- 1950 : Makansh alal bal
- 1960 : العملاق (فيلم 1960) (ar)
- 1964 : الجاسوس (فيلم) (ar)
- 1965 : الخائنة (فيلم 1965) (ar)
- 1966 : Fares Bani Hemdan
- 1966 : El mughammerun el talata
- 1966 : El khaena
- 1967 : Come rubammo la bomba atomica : James Bomb
- 1967 : Nora : Fares
- 1967 : Akhtar Fagol fil Alam : Jean
- 1968 : Ayyam el-hob : Galal
- 1968 : Altin avcilari
- 1968 : Afrah (en) : le voleur
- 1969 : Hiya wa l chayatin
- 1970 : El Achrar
- 1970 : The Lady of the Black Moons (en) : Sami
- 1971 : Dérive sur le Nil : Ali
- 1971 : Imtithal
- 1972 : The Visitor
- 1972 : Si può fare molto con sette donne de Fabio Piccioni
- 1975 : Leqa ma al-madi
- 1976 : Hekmatak ya rab : Zaki Qodra
- 1977 : Ah ya liel ya zaman : Elias
- 1979 : Khateeat Malak
- 1980 : Pied plat sur le Nil : Elver Zakar
- 1981 : Al shaytan yaez
- 1984 : Al-nasabin
- 1984 : El-forn
- 1985 : Safqa maa Emraa : Essam
- 1985 : El Sayed Eshta : Sayed Eshta
- 1986 : Ragol lehaza alzaman
- 1986 : Ragol lehaza alzaman
- 1986 : Enteqam, -al
- 1990 : Supermarket (ar) de Mohamed Khan : Dr Azmy
- 1993 : Sawwaq el hanem (ar) : Pasha
- 1996 : علاقات مشبوهة (فيلم) (ar)